# 1999-es női röplabda-Európa-bajnokság
Az 1999-es női röplabda-Európa-bajnokságot Bulgáriában rendezték 1999. szeptember 20. és szeptember 25. között. Ez volt a 21. női röplabda-Eb.
Az Eb mérkőzéseinek Róma és Perugia adott otthont. A tornán 8 csapat vett részt, amelyet a címvédő Oroszország nyert meg.

## Lebonyolítás
A 8 csapatot 2 darab, 4 csapatos csoportba sorsolták. A csoportokban körmérkőzések döntötték el a csoportok végeredményét. A csoportokból az első két helyezett jutott az elődöntőbe. Az elődöntők győztesei játszották a döntőt, a vesztesek a bronzéremért mérkőzhettek.

## Csoportkör
| Jelmagyarázat                                                              |
| -------------------------------------------------------------------------- |
| A csoportok első két helyezettje bejutott az elődöntőbe.                   |
| A csoportok harmadik és negyedik helyezettjei az 5–8. helyért játszhattak. |

### A csoport
|             |      | Mérkőzések | Mérkőzések | Szettek | Szettek | Szettek | Pontok | Pontok | Pontok |
| Csapat      | Pont | Gy         | V          | Sz+     | Sz–     | SzA     | P+     | P–     | PA     |
| ----------- | ---- | ---------- | ---------- | ------- | ------- | ------- | ------ | ------ | ------ |
| Oroszország | 6    | 3          | 0          | 9       | 1       | 9,000   | 250    | 200    | 1,250  |
| Olaszország | 5    | 2          | 1          | 7       | 5       | 1,400   | 280    | 259    | 1,081  |
| Hollandia   | 4    | 1          | 2          | 4       | 8       | 0,500   | 241    | 271    | 0,889  |
| Románia     | 3    | 0          | 3          | 3       | 9       | 0,333   | 235    | 276    | 0,851  |

| 1999. szeptember 20. 15:30 | Olaszország                  | 3–1 | Románia | Róma |
| 1999. szeptember 20. 15:30 | (21–25, 25–20, 25–17, 25–17) |     |         | Róma |

| 1999. szeptember 20. 18:00 | Hollandia             | 0–3 | Oroszország | Róma |
| 1999. szeptember 20. 18:00 | (24–26, 11–25, 20–25) |     |             | Róma |

| 1999. szeptember 21. 15:30 | Olaszország                  | 3–1 | Hollandia | Róma |
| 1999. szeptember 21. 15:30 | (25–17, 25–22, 19–25, 25–17) |     |           | Róma |

| 1999. szeptember 21. 18:00 | Románia               | 0–3 | Oroszország | Róma |
| 1999. szeptember 21. 18:00 | (17–25, 18–25, 20–25) |     |             | Róma |

| 1999. szeptember 22. 15:30 | Oroszország                  | 3–1 | Olaszország | Róma |
| 1999. szeptember 22. 15:30 | (22–25, 25–21, 27–25, 25–19) |     |             | Róma |

| 1999. szeptember 22. 18:00 | Hollandia                          | 3–2 | Románia | Róma |
| 1999. szeptember 22. 18:00 | (17–25, 23–25, 25–21, 25–21, 15–9) |     |         | Róma |

### B csoport
|               |      | Mérkőzések | Mérkőzések | Szettek | Szettek | Szettek | Pontok | Pontok | Pontok |
| Csapat        | Pont | Gy         | V          | Sz+     | Sz–     | SzA     | P+     | P–     | PA     |
| ------------- | ---- | ---------- | ---------- | ------- | ------- | ------- | ------ | ------ | ------ |
| Horvátország  | 5    | 2          | 1          | 6       | 3       | 2,000   | 207    | 205    | 1,010  |
| Németország   | 5    | 2          | 1          | 7       | 5       | 1,400   | 266    | 247    | 1,077  |
| Bulgária      | 4    | 1          | 2          | 5       | 7       | 0,714   | 269    | 273    | 0,985  |
| Lengyelország | 4    | 1          | 2          | 5       | 8       | 0,625   | 276    | 293    | 0,942  |

| 1999. szeptember 20. 18:00 | Horvátország          | 3–0 | Bulgária | Perugia |
| 1999. szeptember 20. 18:00 | (25–21, 25–21, 25–17) |     |          | Perugia |

| 1999. szeptember 20. 20:30 | Lengyelország                       | 2–3 | Németország | Perugia |
| 1999. szeptember 20. 20:30 | (25–21, 14–25, 19–25, 25–16, 13–15) |     |             | Perugia |

| 1999. szeptember 21. 18:00 | Bulgária                     | 3–1 | Németország | Perugia |
| 1999. szeptember 21. 18:00 | (25–22, 25–21, 21–25, 25–21) |     |             | Perugia |

| 1999. szeptember 21. 20:30 | Horvátország          | 3–0 | Lengyelország | Perugia |
| 1999. szeptember 21. 20:30 | (26–24, 26–24, 25–23) |     |               | Perugia |

| 1999. szeptember 22. 18:00 | Lengyelország                       | 3–2 | Bulgária | Perugia |
| 1999. szeptember 22. 18:00 | (25–23, 15–25, 32–30, 22–25, 15–11) |     |          | Perugia |

| 1999. szeptember 22. 20:30 | Németország           | 3–0 | Horvátország | Perugia |
| 1999. szeptember 22. 20:30 | (25–19, 25–23, 25–13) |     |              | Perugia |

## Helyosztók

### Az 5–8. helyért
| 1999. szeptember 24. 11:00 | Románia                      | 3–1 | Bulgária | Róma |
| 1999. szeptember 24. 11:00 | (25–22, 25–21, 21–25, 25–22) |     |          | Róma |

| 1999. szeptember 24. 14:00 | Hollandia                    | 3–1 | Lengyelország | Róma |
| 1999. szeptember 24. 14:00 | (29–27, 22–25, 25–23, 25–23) |     |               | Róma |

### Elődöntők
| 1999. szeptember 24. 16:30 | Horvátország                        | 3–2 | Olaszország | Róma |
| 1999. szeptember 24. 16:30 | (25–22, 16–25, 22–25, 25–23, 15–13) |     |             | Róma |

| 1999. szeptember 24. 19:00 | Oroszország          | 3–0 | Németország | Róma |
| 1999. szeptember 24. 19:00 | (25–14, 25–9, 25–16) |     |             | Róma |

### A 7. helyért
| 1999. szeptember 25. 10:00 | Bulgária                     | 3–1 | Lengyelország | Róma |
| 1999. szeptember 25. 10:00 | (25–19, 25–22, 20–25, 25–20) |     |               | Róma |

### Az 5. helyért
| 1999. szeptember 25. 12:00 | Románia               | 0–3 | Hollandia | Róma |
| 1999. szeptember 25. 12:00 | (19–25, 22–25, 16–25) |     |           | Róma |

### Bronzmérkőzés
| 1999. szeptember 25. 14:30 | Olaszország           | 3–0 | Németország | Róma |
| 1999. szeptember 25. 14:30 | (25–20, 25–20, 25–19) |     |             | Róma |

### Döntő
| 1999. szeptember 25. 17:00 | Horvátország          | 0–3 | Oroszország | Róma |
| 1999. szeptember 25. 17:00 | (18–25, 19–25, 12–25) |     |             | Róma |

| Az 1999-es női röplabda-Európa-bajnokság győztese |
| ------------------------------------------------- |
| · Oroszország · 16. cím                           |

## Végeredmény
A hazai csapat eltérő háttérszínnel kiemelve.
| Helyezés |               |      | Mérkőzések | Mérkőzések | Szettek | Szettek | Szettek | Pontok | Pontok | Pontok |
| Helyezés | Csapat        | Pont | Gy         | V          | Sz+     | Sz–     | SzA     | P+     | P–     | PA     |
| -------- | ------------- | ---- | ---------- | ---------- | ------- | ------- | ------- | ------ | ------ | ------ |
| Arany    | Oroszország   | 10   | 5          | 0          | 15      | 1       | 15,000  | 400    | 288    | 1,389  |
| Ezüst    | Horvátország  | 8    | 3          | 2          | 9       | 8       | 1,125   | 359    | 388    | 0,925  |
| Bronz    | Olaszország   | 8    | 3          | 2          | 12      | 8       | 1,500   | 463    | 421    | 1,100  |
| 4.       | Németország   | 7    | 2          | 3          | 7       | 11      | 0,636   | 364    | 397    | 0,917  |
|          |               |      |            |            |         |         |         |        |        |        |
| 5.       | Hollandia     | 8    | 3          | 2          | 10      | 9       | 1,111   | 417    | 426    | 0,979  |
| 6.       | Románia       | 6    | 1          | 4          | 6       | 13      | 0,462   | 388    | 441    | 0,880  |
| 7.       | Bulgária      | 7    | 2          | 3          | 9       | 11      | 0,818   | 454    | 455    | 0,998  |
| 8.       | Lengyelország | 6    | 1          | 4          | 7       | 14      | 0,500   | 460    | 489    | 0,941  |